# 9983 Rickfienberg
9983 Rickfienberg eller 1995 DA är en asteroid i huvudbältet som upptäcktes 19 februari 1995 av den amerikanske astronomen Dennis di Cicco i Sudbury i Massachusetts. Den är uppkallad efter Rick Fienberg.
Asteroiden har en diameter på ungefär 7 kilometer.